# Lotta Lindström
Lotta Lindström (Hyvinkää, 10 september 2004) is een voetbalspeelster uit Finland. Ze speelt als aanvaller voor London City Lionesses in de FA Women's Championship.

## Clubcarrière
Lotta Lindström begon met voetballen in de jeugd bij HyPS. Ze maakte haar debuut voor de hoofdmacht in 2018 op veertienjarige leeftijd. In het seizoen 2021/21 studeerde Lindström aan de Helsinki Football Academy, maar miste door een knieblessure veel wedstrijden.
Voorafgaande aan het seizoen 2023 stapte Lindström over naar HJK Helsinki. Voor deze club kwam ze in haar eerste seizoen 23 keer in actie in de Kansallinen Liiga waarin ze 17 keer wist te scoren. Ze werd daarmee topscorer van de Finse competitie. Ook werd ze uitgeroepen tot speler van het jaar van HJK door supportersgroep Forza HJK. Met HJK wist Lindström de tweede plaats te behalen en won het in 2023 de Finse beker.
Op 1 februari 2024 stapte Lindström voor een onbekend bedrag over naar London City Lionesses waarmee ze uitkomt in de FA Women's Championship. Ze tekende een drie en halfjarige contract in Londen. In haar debuutwedstrijd op 18 februari 2024 kwam Lindström gelijk tot scoren. De wedstrijd eindigde in een 2-2 gelijkspel tegen Durham W.F.C.

## Statistieken
| Seizoen | Club                  | Competitie              | Competitie | Competitie | Beker | Beker | Overig | Overig | Totaal | Totaal |
| Seizoen | Club                  | Competitie              | Wed.       | Dlp.       | Wed.  | Dlp.  | Wed.   | Dlp.   | Wed.   | Dlp.   |
| ------- | --------------------- | ----------------------- | ---------- | ---------- | ----- | ----- | ------ | ------ | ------ | ------ |
| 2023    | HJK Helsinki          | Kansallinen Liiga       | 23         | 17         | 0     | 0     | 0      | 0      | 23     | 17     |
| 2023/24 | London City Lionesses | FA Women's Championship | 6          | 3          | 0     | 0     | 0      | 0      | 6      | 3      |
| Totaal  | Totaal                | Totaal                  | 29         | 20         | 2     | 0     | 0      | 0      | 29     | 20     |

Bijgewerkt t/m 6 juni 2024.

## Interlandcarrière
Lotta Lindström kwam voor meerdere jeugdelftallen uit voordat ze haar debuut maakte voor het Finland.  In oktober 2023 werd ze voor het eerst opgeroepen voor Finland. Op 5 december 2023 maakte Lindström haar debuut voor Finland in een Nations League wedstrijd tegen Slowakije.